# Eusebio Castillo
Eusebio Castillo Zamudio (n. San Juan Bautista, 15 de diciembre de 1834 - Pichucalco, Chiapas 7 de octubre de 1897) fue un militar mexicano, que nació en San Juan Bautista (hoy Villahermosa), capital del estado mexicano de Tabasco el 15 de diciembre de 1834. Siendo aún niño participó en la lucha durante la Intervención estadounidense en Tabasco. Se enlistó en el Ejército Liberal Tabasqueño, participando en las batallas durante la Intervención francesa en Tabasco, teniendo una destacada participación durante la Toma de San Juan Bautista que culminó con la expulsión de los franceses de la capital del estado. Llegó a ser gobernador de Tabasco en dos ocasiones. 

## Invasión estadounidense
A los 13 años se alistó como voluntario para combatir la invasión norteamericana. Fue enlistado en la compañía a las órdenes de El Coronel Miguel Bruno combatiendo contra los invasores en Tabasco, logrando expulsarlos en 1847, gracias a la guerra de guerrillas implementada por las fuerzas tabasqueñas.
Apoyó el Plan de Ayutla en 1855. Posteriormente en 1859 organizó una brigada de voluntarios que marchó a Veracruz para luchar en contra de las fuerzas conservadoras de Miguel Miramón, y nuevamente, en 1860 apoyó con sus tropas al presidente Benito Juárez ante el ataque del general Miguel Miramón a Veracruz.
Gracias a sus aptitudes y lealtad, fue nombrado comandante general de Tabasco en 1860.

## Invasión francesa
Al terminar la invasión norteamericana en 1847, regresó a su trabajo de albañil y militó entre los liberales, en 1855 fue partidario del Plan de Ayutla. Durante la intervención francesa Eusebio Castillo secundó el movimiento armado iniciado por Andrés Sánchez Magallanes, y se alzó en armas en Tacotalpa junto a Lino Merino. Luchó a lado del Coronel Gregorio Méndez Magaña, Narciso Sáenz, Pedro Fuentes, Andrés Sánchez Magallanes y Lino Merino en la Toma de San Juan Bautista (hoy Villahermosa) en 1864 en la expulsión de los franceses de la capital del estado.

## Diversos cargos
Eusebio Castillo se destacó por su valentía y estrategia militar, lo que le valió alcanzar el grado de Coronel de infantería de la milicia de auxiliares del ejército, nombrado por el presidente Benito Juárez en 1867, y un año después fue nombrado Comandante del puerto de San Juan Bautista de 1868 a 1870.
Encabezó el grupo de los radicales de la región de la Chontalpa, y combatió el levantamiento del coronel Narciso Sáenz en el municipio de Cárdenas en contra del gobierno de Felipe de Jesús Serra en 1868. Estuvo al frente de la Guardia Nacional, en 1871, y en 1876 fue nombrado Vicegobernador del estado.

## Gobernador de Tabasco
Defensor del gobierno local, ocupó la gubernatura  de Tabasco en dos ocasiones, la primera como Gobernador sustituto del 25 de diciembre de 1882 al 4 de enero de 1883. Posteriormente, siendo candidato para la gubernatura, tuvo que enfrentar la sublevación del antiguo rebelde radical Hipólito Chávez en contra de su postulación. La segunda ocasión ya como Gobernador Constitucional del 1 de enero de 1885 a 1886 teniendo que dejar la gubernatura unos meses, para retomarla de 1886 a marzo de 1887.
Tomó posesión oficialmente del cargo de gobernador del estado el 1 de enero de 1885 sin comunicárselo oficialmente al Gobierno Federal, ya que el coronel Castillo al ser "Juárez-Lerdista" no reconocía a Porfirio Díaz como presidente. Un año después, el 11 de marzo de 1886 solicitó licencia para separarse del cargo al ser citado en la Ciudad de México por el presidente Díaz. El Coronel Eusebio Castillo fue recibido en Palacio Nacional por el presidente Porfirio Díaz quien le preguntó el motivo por el que el gobierno de Tabasco no reconocía el Pacto Federal, a lo que el gobernador respondió: "por que usted general, es un usurpador". Irritado el general Díaz, le respondió que se atuviera a las consecuencias.
Eusebio Castillo renunció a su cargo el 21 de marzo de 1887, por la presión ejercida por el presidente Porfirio Díaz con quien había tenido serias diferencias al negarse a aceptar las órdenes de dejar en el cargo de gobernador al general Abraham Bandala, entregándo la gubernatura a Policarpo Valenzuela, lo que motivó que el presidente enviara al gobernador de Campeche, el general Pedro Baranda al frente de mil hombres del ejército, quien invadió el estado originándose un nuevo conflicto militar entre Tabasco y la Federación.
Más tarde, en 1890 ofreció al gobierno sus servicios militares, con motivo de la invasión de la República de Guatemala a Tabasco.

## Fallecimiento
Retirado a la vida privada en su finca “Angustias” ubicada en Pichucalco, Chiapas, falleció el 7 de octubre de 1897. Sus restos descansan en el monumento erigido en memoria al Coronel Gregorio Méndez Magaña y a la Batalla del 27 de febrero de 1864, ubicado en la ciudad de Villahermosa.
En su honor, muchas calles y avenidas de ciudades tabasqueñas incluida una calle en la capital del estado, llevan su nombre, el cual también está inscrito en el Muro de Honor del estado de Tabasco ubicado en Villahermosa.